# مونتا مینو
مونتا مینو (به انگلیسی: Monta Mino؛ زادهٔ ۲۲ اوت ۱۹۴۴ – درگذشتهٔ ۱ مارس ۲۰۲۵) مجری تلویزیون اهل ژاپن بود.
مینو در ساعات اولیهٔ صبح ۱ مارس ۲۰۲۵، در سن ۸۰ سالگی درگذشت.